# ユースト・ファン・デル・ヴェストハイゼン
ユースト・ヘイステク・ファン・デル・ヴェストハイゼン（Joost Heystek van der Westhuizen, 1971年2月20日 - 2017年2月6日）は、1990年代後半の南アフリカ共和国のオランダ系の元ラグビーユニオン選手。ポジションはスクラムハーフ。南アフリカ代表でのキャップ数は89を数える。ラグビーのプロ化が進んだ90年代で世界最高のスクラムハーフと言われている。
「9人目のフォワード」と呼ばれるとおり、スクラムハーフらしからぬ大型選手（188cm、88kg）であり、鋼鉄の肉体を生かした、力強いプレースタイルが特徴的であった。

## デビュー前
- 1971年　プレトリアで生まれる。
- なお、同じ南アフリカのヤコ・ファン・デル・ヴェストハイゼン（Jaco Van Der Westhuysen）とは微妙にスペリングが異なる。

どちらもボーア戦争後のグレートトレックでケープタウンからプレトリアに入植したブール人の代表的な姓である。
- 1998年　オデンダールアフリカーナ―高校（Hoërskool FH Odendaal）卒業
- 1992年　南アフリカジュニア代表（the Junior Springboks）選出
- 1993年　プレトリア大学商学部卒業。
- 1993年　ブルーブルズ入団。

## デビュー後
1995年、1999年、2003年にはラグビーワールドカップでプレー。24歳で迎えた1995年には延長の末ニュージーランド代表を下して世界一となった立役者となり、1999年のワールドカップではゲーリー・タイヒマンに代わり南アフリカ代表のキャプテンを務めた。
2003年ワールドカップ後、家庭の事情を理由に32歳で代表を引退。ちょうど南アフリカの女子陸上選手との情事がスキャンダルで流れた時期であった。
引退時の89キャップ38トライはどちらも南アフリカ代表として当時最多の記録である（キャップ数はヴィクター・マットフィールド(127)、ブライアン・ハバナ(118)、ジョン・スミット(111)、ジャン・デヴィリアス(109)、パーシー・モンゴメリ(102)に次ぐ第6位、トライ数はハバナ(64)に次ぐ第2位）。また、38トライは現在もスクラム・ハーフとしての最多トライ数である。
トライネイションズのライバルであるニュージーランド戦には特に闘志をむき出しにし、引退時の対ニュージーランド6トライはデイヴィッド・キャンピージ、マシュー・バークに次ぐ記録であった（現在はこの二人に加えアダム・アシュリークーパー(最多)、ブライアン・ハバナに次ぐ5位）。

## 引退後
2007年ラグビー殿堂入り。2009年、脳出血で倒れたとの報道が流れ、2011年、運動ニューロン病になったとの報道が流れた。

## 45歳で死去
2017年2月6日、以前から患っていた運動ニューロン病で死去。45歳没。
2月4日からヨハネスブルグの病院の集中治療室で治療を受けていた。